# Weston (Hertfordshire)
Pour les articles homonymes, voir Weston.
Weston est une paroisse civile et un village du Hertfordshire, en Angleterre.

## Toponymie
Toponyme très courant en Angleterre, Weston est un nom d'origine vieil-anglaise qui désigne une ferme ou un village (tūn) situé à l'Ouest (west). Celui du Hertfordshire est attesté pour la première fois dans le Domesday Book, compilé en 1086, sous la forme Weston.